# Arrow Electronics
Pour les articles homonymes, voir Arrow.
Arrow Electronics NYSE : ARW est une entreprise américaine classée dans Fortune 500 établie depuis 2011 à Englewood (Colorado) (auparavant basée à Melville (État de New York). Cette entreprise est spécialisée dans la distribution de composants électroniques et de solutions informatiques. Elle revendique d’être le canal de distribution de plus 1 200 fournisseurs et 100 000 équipements industriels originaux dans un réseau global de plus de 345 sites desservant plus de 80 pays.
Arrow Electronics est 230ème sur la liste Forbes des meilleurs employeurs pour les femmes.